# Ceylonica
Ceylonica este un gen de molii din familia Lymantriinae.